# Флаг Солигаличского района
Флаг муниципального образования Солига́личский муниципальный район Костромской области Российской Федерации — опознавательно-правовой знак, служащий официальным символом муниципального образования.
Флаг утверждён 29 апреля 2005 года и внесён в Государственный геральдический регистр Российской Федерации с присвоением регистрационного номера 1897.

## Описание
«Прямоугольное полотнище с соотношением высоты к длине 2:3, состоящее из двух равновеликих горизонтальных полос синего (вверху) и жёлтого цветов, разделённых волнистой и выщербленной вверху белой полосой шириной в 1/25 от высоты полотнища, выше которой на расстоянии 1/25 высоты полотнища вторая такая же полоса.
В центре синей полосы на верхней белой волнистой полосе — жёлтая корма судна, украшенная тремя фонарями и имеющая по две лестницы, вывешенных с каждого борта.
В центре жёлтой полосы — три белых стопки соли (одна в центре ниже двух других), изображённых в виде перевёрнутых боковой гранью квадратных параллелепипедов, каждый из которых накрыт правильной пирамидой».

## Обоснование символики
В основу композиции флага положен герб Солигаличского района «В верхней половине щита в лазоревом поле золотая галера с кормы, в нижней части щита в золотом поле три стопки соли (две и одна)», утверждённый решением Собрания депутатов от 30 мая 2003 года № 257/31 (с дополнениями от 02 марта 2004 г. № 367/41) и разработанный на основе герба города Солигалича, Высочайше утверждённого Екатериной II 29 мая (9 июня) 1779, в основу которого были положены стопки соли в знак того, что в этом месте издавна были заведены соляные варницы от которых город получил своё наименование. Галера и волны символизирует наличие больших и малых рек на территории района.
Голубой цвет (лазурь) — символ мягкости, величия, доверия, безупречности, верности, развития, движения вперёд, надежды — символизирует верность национальным традициям района, а также стремление к развитию, что укрепляет надежду на доброе будущее.
Жёлтый цвет (золото) — символ прочности, незыблемости, надёжности, благородства, власти — символизирует прочность и незыблемость Солигаличской земли.
Белый цвет (серебро) — символ чистоты, невинности, непорочности — символизирует простоту, мир.